# Alfred Lynch
Alfred Cornelius Lynch, född 26 januari 1931 i Whitechapel, London, död 16 december 2003 i Brighton, East Sussex, var en brittisk skådespelare.

## Rollista i urval
- 1959 – Se dig om i vrede
- 1961 – Tidernas agent
- 1962 – Fånglägersabotören
- 1965 – Kullen
- 1967 – Så tuktas en argbigga
- 1968 – Måsen
- 1980 – Kryphålet
- 1989 – A Tale of Two Cities (TV-serie)
- 1989 – Doctor Who (TV-serie)
- 1991 – Till världens ände
- 1993 – Lovejoy (TV-serie)
- 1994 – Second Best